# Autogynefili
Autogynefili (av grekiskans αὐτό- (autó, "själv") γυνή (gyní, "kvinna") och φιλία (filía, "kärlek")) är ett begrepp som används för att beskriva en mans parafiliska tendens att bli sexuellt upphetsad av bilden eller tanken av sig själv som kvinna. Motsatsen, en kvinna som blir sexuellt upphetsad av att föreställa sig själv som man, brukar kallas för autoandrofili.
Sexologen Ray Blanchard myntade begreppet 1989 efter att han vid sitt arbete på en könsidentitetsklinik noterat att han mötte manliga patienter som inte alls blev upphetsade av att bära damkläder som i transvestitisk fetisch, utan enbart när de fantiserade om att ha kvinnokropp. Blanchard märkte att det saknades terminologi för dessa män. Han uppfann därför ordet autogynefili för att beskriva män som uppvisade sexuella fantasier om könsöverskridande beteende men där damkläder ej hade en betydande roll eller ingen alls.

## Historia
Sexologen Havelock Ellis (1859–1939) använde sig av ordet eonism och sexo-estetisk inversion för att beskriva ickehomosexuella män som var sexuellt intresserade av könsöverskridande beteenden. Enligt Ellis:
"Eonisten förkroppsligar, i en extrem grad, det estetiska utseendet i imitationen av, och identifieringen med, objektet han attraheras av. Det är normalt för en man att identifiera sig med kvinnan han älskar. Eonisten går för långt med den identifieringen."
Magnus Hirschfeld (1868–1935) använde begreppet automonosexualism för att beskriva män som ej attraheras av kvinnor i sin omgivning utan av ”kvinnan inom sig själv”.
Kurt Freund var den första sexologen som forskade i skillnaden mellan androfila (attraherade av män) och gynefila (attraherade av kvinnor) man-till-kvinna transpersoner. Freund beskrev även den erotiska idén att vara det motsatta könet utan transvestitism inblandat. Enligt Blanchard var det Freunds separation av de två som senare hjälpte honom konceptualisera termen autogynefili.

## Autogynefil sexualitet
Att en man är autogynefil betyder inte att han upplever sexuell upphetsning varje gång han fantiserar om att vara kvinna eller klär sig i damkläder enligt Blanchard. Han gjorde jämförelsen mellan autogynefili och sexuella läggningar: bara för att en heterosexuell man attraheras av kvinnor betyder inte att han blir sexuellt upphetsad varje gång han ser en kvinna, och likvärdigt för en homosexuell man som attraheras av män. Utan det är potentialen att bli sexuellt upphetsad som gör någon till autogynefil.
Blanchard identifierade 4 typer av autogynefili och enligt honom förekommer de i kombination med andra typer snarare än enskilt:
- Fysiologisk autogynefili –  upphetsad av fantasier om att vara gravid, menstruera eller att amma.
- Beteendemässig autogynefili –  upphetsad av fantasier eller utövande av beteenden och aktiviteter som symboliserar femininitet för den autogynefile mannen. Exempel som nämns är att städa, gå i flickskola eller gå till damfrisören.
- Anatomisk autogynefili –  upphetsad av fantasier om att ha en helt eller delvis anatomiskt kvinnlig kropp med bröst, vulva och så vidare.
- Transvestitisk autogynefili eller enbart transvestitism – upphetsad av att klä sig i kvinnokläder.

De tre första typerna (fysiologisk, beteendemässig och anatomisk) sker/uppvisas ofta i samband med crossdressing. Blanchard teoretiserar att detta är anledningen till att autogynefila fantasier ofta ses som en form av transvestitism av andra forskare.
Den vanligaste beteendemässiga autogynefila fantasin är att föreställa sig själv som kvinna som idkar samlag eller befinner sig i erotiska situationer. Vissa autogynefiler kombinerar sin attraktion till kvinnor med fantasier om att vara kvinna genom att föreställa sig själv som lesbisk eller en kvinna som har lesbiskt samlag. Autogynefilen kan leva ut fantasin att ha samlag som kvinna under sexuella möten med både män och kvinnor. En man som i övrigt ej har intresse av samkönade sexuella aktiviteter kan fantisera om, eller faktiskt ha sex med en man samtidigt som han föreställer sig själv som en kvinna som blir penetrerad. Autogynefilen har alltså inget egentligt sexuellt intresse av mannen han idkar samlag med, utan finner njutning i att inta den kvinnliga rollen som om det vore ett heterosexuellt samlag. Under samlag med kvinnor kan autogynefilen också föreställa sig som en kvinna som har sex med en man. Autogynefilen kan föredra en samlagsställning där hans kvinnliga partner är överst, och autogynefilen fantiserar att kvinnan egentligen är en man som penetrerar denne.
Autogynefili är vanligare hos heterosexuella män som attraheras av transkvinnor som har kvinnliga drag men ej genomgått underlivsoperation. I en studie av heterosexuella män som attraheras av transkvinnor med intakt penis så uppvisade 42 % av männen autogynefili. I jämförelse förekom autogynefili bland 12 % av heterosexuella män som ej attraheras av transkvinnor med penis och bland 0 % av homosexuella män.
Enligt Blanchard skapar den autogynefile mannen en slags parbildning med sin inre bild av sig själv kvinna på samma sätt som heterosexuella män ingår parbildning med verkliga kvinnor, vilket förklarar varför en autogynefil, biologisk man som väljer att genomgå könsbekräftande behandling för att bli kvinna upplever att den sexuella upphetsningen av att utöva könsöverskridande beteenden långsamt försvinner men fortfarande har intresse av att leva som kvinna. Detta, enligt Blanchard, motsvarar hur en gift, heterosexuell man fortfarande älskar och känner starkt begär att fortsätta förhållandet med kvinnan han är gift med trots att han inte finner henne lika sexuellt stimulerande som han gjorde i början av förhållandet.

## Transpersoner
Enligt Blanchard kan autogynefili orsaka könsdysfori. Denna idé stöds bland annat av Anne Lawrence, J. Michael Bailey och Alice Dreger.
Blanchard delade upp man-till-kvinna-transpersoner i två kategorier: en bestående av dem som enbart attraheras av män, Blanchard använde termen homosexuell transsexuell likt Magnus Hirschfeld och Kurt Freund för att beskriva denna grupp, och en annan kategori för man-till-kvinna-transpersoner som attraheras av kvinnor, män och kvinnor och de som saknar sexuell attraktion till andra människor men som ändå inte är helt asexuella. Personer i den sistnämnda kategorin kallades autogynefiler. Blanchard använder termerna homosexuell och ickehomosexuell relativt till vilket kön personerna tilldelades vid födsel, ej deras nuvarande könsidentitet. Enligt Blanchards typologi av transpersoner motiveras alla ickehomosexuella transsexuella transkvinnor av ett parafiliskt intresse av att bli kvinna men homosexuella transsexuella gör det inte. Inte heller kvinna-till-man transpersoner, oavsett sexuell läggning, har parafiliskt intresse av att bli det motsatta könet. Ciskvinnor blir inte heller sexuellt upphetsade av tanken att ha bröst eller vulva.
En studie visade att mindre än 10 % av homosexuella transsexuella självrapporterade att de upplevt sexuell upphetsning när de klätt sig i kvinnokläder i jämförelse med över 80% av de ickehomosexuella. Samma studie inkluderade även 72 stycken kvinna-till-man transpersoner som ingen rapporterade sexuell upphetsning av att ha på sig herrkläder. Homosexuella transsexuella tenderar också att söka könskorrigerande vård i yngre ålder i jämförelse med autogynefila, även när statistiken korrigeras för autogynefilers större sannolikhet att gifta sig och bilda familj, vilket kan försena könsbekräftande behandling.
En studie som jämförde könsdysfori mellan olika typer av autogynefili visade att de med anatomisk autogynefili (sexuella fantasier om att ha kvinnliga kroppsdelar) upplever starkare känslor av könsdysfori i jämförelse med personer med transvestitisk autogynefili.
Blanchards typologi används inte av transvården.

## Kritik
Julia Serano har skrivit en artikel (The Case Against Autogynephilia) som kritiserar begreppet autogynefili och kritiserar Blanchards studiemetoder. I artikeln pekar Serano ut det faktum att enligt Blanchards studier så börjar de personer han studerat uppleva autogynefila fantasier efter de först upplevt könsdysfori eller en icke-sexuell önskan om att vara kvinna. Serano lägger fram hypotesen att de sexuella fantasierna orsakas eller intensifieras av att behöva dölja sin könsidentitet med hjälp av en studie som visar att individer av manligt kön som klär sig i kvinnokläder enbart privat upplever större sexuell upphetsning än de som har kvinnligt könsuttryck offentligt eller lever öppet som transkvinnor. Serano nämner även en studie av Justin Lehmiller från 2018 som visar att sexuella fantasier om att vara det motsatta könet är vanligare förekommande hos både män och kvinnor än vad Blanchard förmodat.
Både Serano och Charles Moser anser att ciskvinnor kan vara autogynefiler och att autogynefili är ett normalt inslag i kvinnlig sexualitet. Både Blanchard och Anne Lawrence har kritiserat idén att ciskvinnor upplever autogynefili och poängterar att autogynefilers sexuella upphetsning när de till exempel bär kvinnokläder är ofta oönskad eller oavsiktlig och kan fortfarande förekomma flera år efter de genomgått könsbekräftande behandling, medan ciskvinnor inte upplever oönskade orgasmer när de har på sig kvinnokläder.
Det faktum att autogynefili finns upptaget i DSM-5 har kritiserats av WPATH.